# Masdevallia boliviensis
Masdevallia boliviensis är en orkidéart som beskrevs av Rudolf Schlechter. Masdevallia boliviensis ingår i släktet Masdevallia och familjen orkidéer.
Artens utbredningsområde är Bolivia.

## Underarter
Arten delas in i följande underarter:
- M. b. boliviensis
- M. b. leucophaea